# Pilea cocottei
Pilea cocottei är en nässelväxtart som beskrevs av W. Marais. Pilea cocottei ingår i släktet pileor, och familjen nässelväxter. Inga underarter finns listade i Catalogue of Life.